# María de Portugal (nacida hacia 1290)
María de Portugal y Manuel (n. c. 1290). Dama portuguesa, hija del infante Alfonso de Portugal, hijo de Alfonso III de Portugal, y de Violante Manuel, hija del infante Manuel de Castilla y nieta de Fernando el Santo

## Biografía
Se cree que nació en el año 1290. Era la mayor de las hijas del infante Alfonso de Portugal y de su esposa Violante Manuel. Sus abuelos paternos fueron Alfonso III de Portugal y su esposa la reina Beatriz de Castilla, hija de Alfonso X de Castilla y los maternos fueron el infante Manuel de Castilla, hijo de Fernando III el Santo,  y la infanta Constanza de Aragón, hija de Jaime I el Conquistador.
Se desconoce su fecha de defunción. 

## Matrimonios y descendencia
María de Portugal y Manuel contrajo matrimonio con Tello Alfonso de Meneses, señor de Meneses e hijo de Alfonso Téllez de Molina. Fruto del matrimonio de ambos nacieron los siguientes hijos:
- Alfonso Téllez de Meneses. A la muerte de su padre se convirtió en señor de Meneses, Tiedra, Montealegre, Grajal de Campos, Alba de Liste, San Román y Villagarcía de Campos. Murió siendo joven y sus posesiones fueron heredadas por su hermana Isabel Téllez de Meneses.
- Isabel Téllez de Meneses. A la muerte de su hermano Alfonso Téllez de Meneses heredó sus posesiones. Contrajo matrimonio con Juan Alfonso de Alburquerque, señor de Alburquerque y de Villalba de los Alcores.

Viuda de su primer esposo, que falleció en 1315, contrajo matrimonio con Fernando Díaz de Haro, señor de Orduña y Valmaseda e hijo de Diego López V de Haro, señor de Vizcaya. Fruto del matrimonio de ambos nacieron los siguientes hijos:
- Diego López de Haro. Señor de Orduña y Valmaseda. Contrajo matrimonio con Juana de Castro II, hija de Pedro Fernández de Castro "el de la Guerra", señor de Lemos y Sarria, y de Isabel Ponce de León.
- Pedro López de Haro. Murió en su juventud sin dejar descendencia.